# Càmeres Time of Flight
El Time of Flight (TOF) és una tècnica utilitzada per estimar distàncies de cossos calculant el temps transcorregut entre l'emissió i la recepció d'un feix de llum infraroig. Aquest impuls està modulat en 20 MHz per tal que sigui possible distingir-lo de la llum de fons.
S'utilitza, avui en dia, en aparells d'adquisició d'imatges, com escàners o càmeres. D'aquesta forma, és possible adquirir imatges i seqüències en 3D. És una tècnica bastant senzilla d'aplicar i, per tant, econòmicament assequible a l'hora de fabricar aparells d'obtenció de profunditat d'escenaris o cossos.

## Sensors 3D

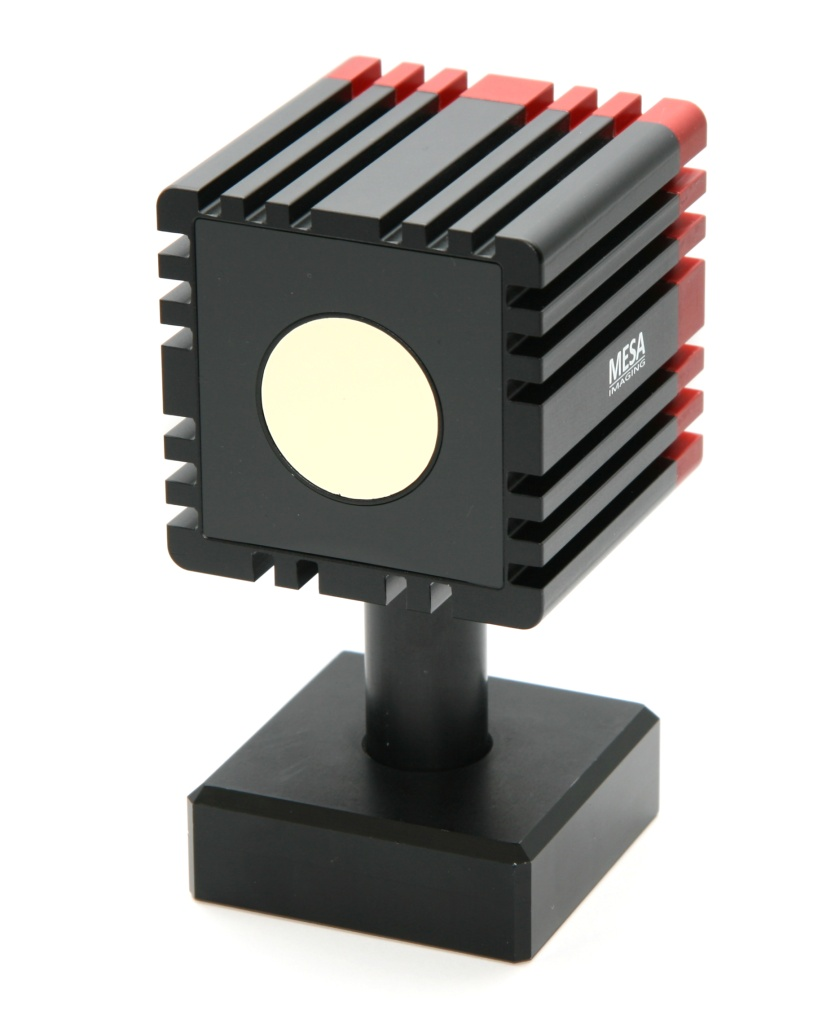
Sensor 3D propietat de l'empresa MESA Imaging.

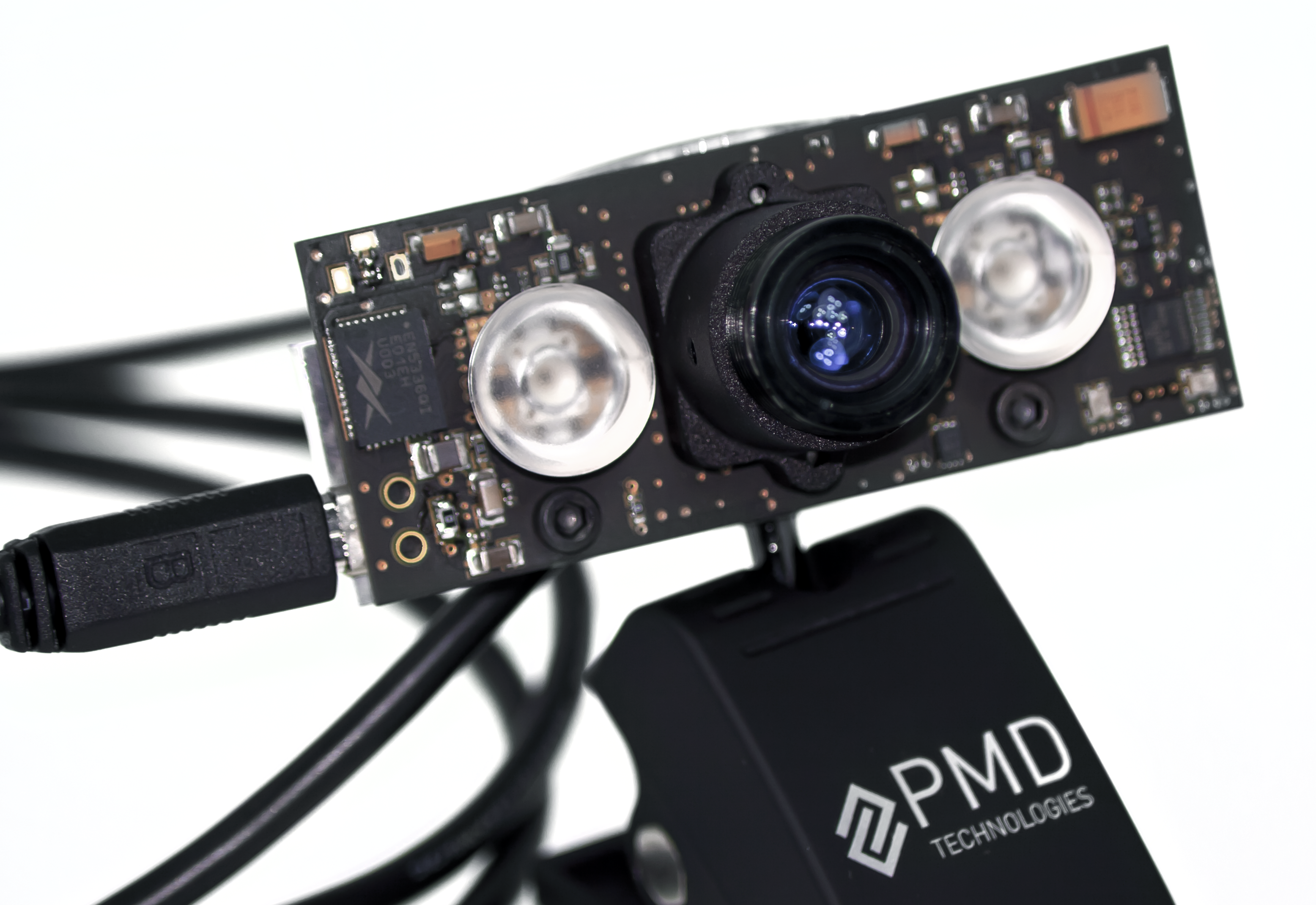
Sensor 3D propietat de l'empresa PMD Technologies GmbH.

Aquests sensors porten incorporats un objectiu i un CCD darrere el qual és capaç de captar la profunditat utilitzant TOF en cada píxel d'una matriu de 176 x 144. Tots aquests píxels capten individualment la intensitat, l'amplitud I la fase de l'impuls infraroig. Si tenim els valors intrínsecs de la càmera (distància focal, distorsions, etc.) és possible calcular aquestes coordenades 3D. D'aquesta forma obtenim un conjunt de punts clau formant un mapa de rangs de profunditat I un altre d'intensitats per a cada píxel de la matriu a 30 Hz amb la resolució mencionada.

## Mesura de profunditat
Un dels punts bons d'aquesta tecnologia és la simplicitat per mesurar les distàncies:

### Bàsica
Per trobar la distància en la qual es troba un punt en l'espai aplicant TOF hem d'obtenir el temps d'anada I tornada del raig infraroig junt amb la velocitat de la llum c (300.000.000 m/s) :

{\displaystyle D={\frac {\left(c\cdot t\right)}{2}}}

Observem que la precisió de TOF per adquisició 3D depèn de la precisió amb la qual mesurem el temps (la llum triga 3.3 picosegons a recórrer 1 mm).
L'escaneig del camp de visió es fa punt a punt amb una velocitat d'entre 5000 – 10000 punts mesurats per segon, amb un temps mitjà de procés d'uns 45 minuts. Però amb l'avantatge que és capaç de realitzar mesures fins a 200 metres amb un marge d'error de 6 mm aproximadament.

### Phase-shift
La tècnica més utilitzada actualment per quasi totes les càmeres amb sensor TOF és el Phase-shift. S'analitza la ACF (funció d'autocorrelació) del senyal elèctric i òptic utilitzant quatre mostres A1,A2,A3,A4 desfasades 90 graus cadascuna. Trobem la fase ({\displaystyle \phi }),sabent que és proporcional a la distància, amb la següent fórmula:

{\displaystyle \phi =arctan{\frac {\left(A1-A3\right)}{\left(A2-A4\right)}}}

I la distància D la trobem d'aquesta forma:
{\displaystyle D={\frac {\left(c\cdot \phi \right)}{\left(4\cdot \pi \cdot F_{m}\right)}}}

on la c és la velocitat de la llum, {\displaystyle \phi } la fase calculada anteriorment I Fm la freqüència amb la que ha estat modulada l'impuls infraroig (20 MHz).
A més a més, podem trobar altres dades importants amb les 4 mostres agafades: l'amplitud del senyal rebut (a) I l'offset de les mostres (b) que representa el valor de l'escala de grisos per cada píxel:

{\displaystyle a={\frac {\sqrt {\left(A1-A3\right)^{2}+\left(A2-A4\right)^{2}}}{2}}}
{\displaystyle b={\frac {\left(A1+A2+A3+A4\right)}{4}}}

Amb Phase-shift s'aconsegueix escanejar més de 100.000 punts per segon amb una major velocitat I exactitud (entre 1 o 2 mm d'error). Si, per exemple, l'objectiu és capturar un entorn amb diferents habitacions, parets i/o passadissos en qüestió de minuts (aproximadament uns 4 minuts), aquesta tecnologia és la més adequada.

## Càmeres PMD
Càmeres amb sensors PMD: Photonic Mixer Devices. Són sensors 3D amb Time of Flight adaptats a la càmera que capten, alhora, la intensitat i la distància de cada píxel a diferència de les càmeres convencionals, que només capten la intensitat.
Aquestes càmeres treballen amb tecnologia CMOS aplicant Phase-shift per a la mesura de profunditat. El procés de barreja del senyal elèctric i òptic es realitza dins de cada píxel, formats per dos electrodes de modulació transparents just al mig per a la llum incident, i als costats, dos diodes de lectura connectats directament al circuit de lectura dels píxels.
Si la llum incident és constant i la modulació és un senyal rectangular amb un cicle de treball del 50% els portadors de càrrega, generats dins del període de modulació, es mouen cap a la dreta I cap a l'esquerra per igual. Però si la llum incident és modulada amb el mateix senyal que el del receptor PMD la diferència de voltatges del dos nodes de sortida són directament dependent del retard en fase entre la modulació de la llum I del píxel. Amb aquesta dada podem obtenir la distància entre el sensor I l'objecte.

### Estructura
Per a l'adquisició d'imatges 3D no només ens cal un sensor amb TOF. El sistema està compost per diversos components que afecten els paràmetres finals que definiran la qualitat I la forma de la imatge:
- Xip PMD: La part més important de la càmera. Format per una matriu de píxels on el número defineix la resolució lateral igual que a les càmeres convencionals. A més, són els encarregats de proporcionar la informació de profunditat amb una qualitat depenent de la quantitat de llum rebuda, sensibilitat espectral, contrast i zona activa del píxel.Alguns components externs com el conversor A/D o l'electrònica del controlador de modulació han estat integrats en aquest xip per tal de simplificar el sistema.
- Perifèrics: Implementats al mòdul d'interfície del PMD. Són importants per afegir característiques i millores al sistema. Un d'aquests, el controlador de modulació, defineix la freqüència de modulació i la característica del senyal, molt important per l'estabilitat de la fase I l'exactitud del sistema. A més, s'afegeix un dispositiu lògic programable que aporta senyals en fase i pot variar la freqüència de modulació per evitar ambigüitats de rangs o integració de càmeres PMD amb molts sensors TOF.
- Font d'il·luminació: Defineix el camp de visió amb una potència òptica màxima i la millor eficiència òptica. Principalment, hi ha dos tipus de fonts d'il·luminació: fonts LED o diodes làser. L'eficiència (potència elèctrica respecte a l'òptica) dels LED és major del 30% I el circuit és bastant senzill d'implementar, ja que, la forma de l'impuls es fa dins del mateix LED. A més, el límit de modulació està entre els 20-30 MHz, una modulació de contrast acceptable. Un inconvenient d'aquest tipus de font és que part de l'àrea d'il·luminació no s'utilitza per il·luminar el camp de visió. Els diodes làser tenen una eficiència major del 50% I tenen una major adaptativitat amb el camp de visió que els LED. A més, és possible utilitzar una freqüència de modulació major de 100 MHz. Els inconvenients dels làser són la complicitat a l'hora d'implementar el circuit, s'ha de tenir en compte altres característiques per mantenir una fase estable I s'ha de tenir especial atenció amb la salut visual, ja que, si s'aplica una potència massa alta pot afectar la visió. Cal mantenir una potència que garanteixi la màxima qualitat I alhora no perjudiqui.
- Òptica: Bastant similar a les càmeres convencionals, encarregada de crear la imatge de l'escena. L'única diferència és que cada píxel capta la profunditat amb l'ús de Time of Flight després de la part d'il·luminació, per tant, els efectes d'ennuvolat o les múltiples reflexions poden crear errors de distància. Les càmeres PMD tenen una selecció de diferents objectius amb diferents distàncies focals o diferents camps de visió. Una bona combinació d'òptica del receptor amb la il·luminació dona com a resultat un bon disseny I una bona qualitat.
- Eines de desenvolupament i Software: Se li proporciona a l'usuari interfícies digitals senzilles I controladors per a softwares per implementar aplicacions més específiques.

## Aplicacions
Avui en dia, amb el desenvolupament i l'èxit de les càmeres 3D, s'estan creant i aplicant nous sistemes per tal d'explotar al màxim aquesta tecnologia:

### Sistemes per a automòbils

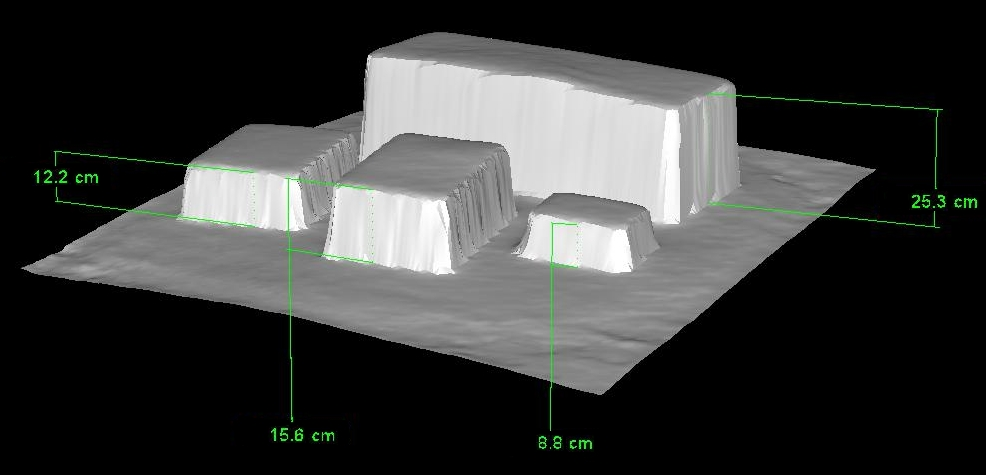
Mapa de profunditats.

La capacitat de detectar distàncies és molt útil en aquest camp. Existeixen sensors per detectar objectes propers a l'hora d'estacionar; detecció per a la protecció dels vianants i detecció d'objectes propers per tal d'evitar col·lisionaments. Detectant l'entorn, l'automòbil és capaç de reconèixer el perill i frenar o inclús modificar la seva trajectòria. La càmera PMD va incorporada al retrovisor central, les fonts de llum al costat i els detectors IR als fars davanters, tot connectat a la bateria de 12 Volts. També s'hi afegeixen sensors davant i darrere per l'estacionament.

### Robòtica
Gràcies a aquesta tecnologia es poden dissenyar robots amb capacitat d'actuar i decidir segons l'entorn creant un mapa de profunditat de tot l'escenari que capta. Si enmig del seu camí es troba algun obstacle pot decidir com esquivar-lo o inclús reconèixer una persona o un objecte i interaccionar amb ells.

### Oci i entreteniment
En aquest sector també s'està aprofitant aquest tipus de càmeres. Amb capacitat de captar el moviment de la persona a través del sensor que envia impulsos infrarojos per detectar els punts clau I reconèixer les parts importants del cos. Amb això és possible crear un personatge fictici que imiti els moviments que l'usuari faci davant del televisor.
L'exemple més actual és el Project Natal que Xbox està dissenyant amb aquesta tecnologia.